# 特種部隊2 Online
《特種部隊2 Online》（英語：Special Force 2 Online）原名《特种部队2》（韓語：스페셜포스 2），是《特种部队Online》的第2代作品，亦是一款采用虚幻3引擎的第一人称射击游戏，游戏内的光效采用全局光源技术模拟制成。
本作的特色之一是游戏之中的部分枪械的射击音效是游戏制作团队与好莱坞的声效工作室合作前往美国拉斯维加斯的沙漠之中录制真实枪械子弹出膛声音制成。

## 历史
- 2009年2月19日，韩国Dragonfly披露了即将开发的《特种部队2》[5]。
- 2011年4月21日，韩国Alpha进行内部测试。
- 2011年6月17日，中国世纪天成进行内部测试[6]。
- 2011年8月11日，韩国正式发行。
- 2012年4月26日，中国正式发行[7]。
- 2013年7月4日，北美正式发行，并且加入steam平台[8]。
- 2013年9月12日，欧洲正式发行，并且加入steam平台[9]。
- 2015年10月28日，東南亞（菲律賓）进行内部测试。
- 2019年3月5日，台灣華義國際結束代理。
- 2019年6月20日，台灣樂意傳播重新代理。
- 2019年12月5日，台灣樂意傳播資料庫毀損，重新營運。
- 2019年12月31日，中国创天互娱正式复活SF2。
- 2024年6月27日，台灣快樂玩結束營運。

## 遊戲模式
同多数FPS網路遊戲（例如《反恐精英Online》、《战争前线》），SF2拥有团队决战、爆破、个人决战、回合模式这些基本模式。而SF2在这些基本模式的前提下，也添加了真實模式（该模式取消了游戏角色的生命值数字，改为一枪毙命，同时取消了地图显示与枪械剩余弹量显示，以突出真实效果）、虛擬對手（即玩家与BOT进行战斗）。同时也拥有逃脫、奪取、占领模式、夺金模式、突破模式、雪仗模式这些创新模式，亦有玻璃模式这一娱乐模式。
SF2在外星浩劫版本之后，陆续推出了星虫模式、星虫模式2、猎杀模式、英雄模式、異星戰場、殭屍獵殺、殭屍模式、第3人稱模式、火箭模式，其中的英雄模式是以DotA為蓝本制作的合作模式。
游戏最初将狙击模式、霰弹枪模式、特殊武器模式独立为三个不同的模式，在第二次游戏界面改革之后，取消了该三个模式，同时改为多数模式可以自定义狙击枪战、霰弹枪战、特殊武器战等。

## 地图

游戏中的国立故宫博物院与国立国父纪念馆。

游戏的一幅地图采用现实存在的真实地名“上海”，游戏中的原文名為Shanghai，该地图地點位於虛構的中华民国大陆时期的上海，韓國原廠將其直譯成“상하이（中文：上海）”，其次還有美國、日本、歐美、印尼也將名字直接譯為“上海”。但是臺灣的這張地圖将其稱為“澎湖”，中國則是稱“喋血碼頭”，且虚构为“江州市”。
游戏另有两幅作战地图是根据现实生活真实存在的建筑加以部分修改制作的，分别是中华民国故宫博物院与中华民国国父纪念馆，采用现实存在的真实地点1:1比例制作。Palace Museum地图地點位於台灣台北市士林外雙溪的國立故宮博物院，臺灣直接命名“故宮博物院”，但是中國則被命名“博物館”，有玩家猜测是因为中国俗称的故宫博物院实為北京故宫，因此為避免混淆而改名。Sun Yat-Sen Hall地图地点為中华民国国立国父纪念馆，但中国将其命名为“故居”，且地图介绍并没有任何内容提到该建筑是以中华民国国父孙中山为主题的，同时该地图孙中山铜像旁的两面中华民国国旗左上角的青天白日被去掉，变成了具有共产主义特色的红旗，从而引起了部分玩家的斥责。

## 武器
本作存在使用真实货币购买的武器，但是真实货币武器与游戏内虚拟货币购买的武器并无枪械属性诸如后坐力、重量、载弹量之差别，而是使用彩漆涂装及添加枪械瞄准镜（俗称“皮肤枪”）。
该行为不同于其他多数FPS网络游戏，如《穿越火线》之中被涂抹彩漆的枪支亦有提高枪械属性的功效，而SF2之中，大多数涂抹彩漆的枪支仅仅只有美观的作用，并不会提高枪械属性。

## 爭議
中国由世纪天成代理的《风暴战区》最初借平台游戏決勝時刻系列来宣传其游戏的优点以及画面、手感等各方面的好处，甚至官方最初也称其為“使命召唤网络版”，被部分玩家质疑其真实性。直到由美国动视公司开发的真正的使命召唤网络版（《使命召唤Online》）游戏被中国腾讯公司代理之后，成为玩家对最初世纪天成借《使命召唤》宣传的笑谈。